# Uperoleia russelli
Uperoleia russelli − gatunek płaza bezogonowego z rodziny żółwinkowatych (Myobatrachidae), endemiczny dla zachodniej Australii.
Zwierzę występuje w klimacie podzwrotnikowym i strefie międzyzwrotnikowej na użytkach zielonych, w korytach rzek okresowych, słodkowodnych mokradłach, w kanałach i rowach.